# Enoplolabus gestroi
Enoplolabus gestroi es una especie de coleóptero de la familia Attelabidae.

## Distribución geográfica
Habita en China, Laos, Birmania, Tailandia y  Vietnam.